# شيروود إف. موران
شيروود إف. موران (بالإنجليزية: Sherwood F. Moran)‏ هو عسكري أمريكي، ولد في 8 أكتوبر 1885، وتوفي في 7 فبراير 1983.